# Главна дирекция на обновата
Главната дирекция на обновата е държавна институция в България, създадена с Наредба закон за обществената обнова (Указ № 16 от 7 юни 1934). Тя насочва духовния живот на страната към обединение и обновяване в служба на нацията и държавата и работи за издигане на престижа на нацията, като съдейства за организирането на гражданството в идейно единна общонародна групировка. В пряко подчинение е на министър-председателя.

## История
Създадена непосредствено след Деветнадесетомайския преврат от дейци на политически кръг „Звено“ и има за цел да реализира възгледите на за изграждане на тоталитарно общество в страната. През юни 1935 година, след отстраняването на Политическия кръг „Звено“ от управлението, Дирекцията на обществената обнова е закрита. Това става съгласно Наредба закон за отменяне на Наредбата закон за обществената обнова (Указ № 219 от 28 юни 1935). От 1 юли 1935 г. дирекцията престава да съществува, а отделните ѝ дейности са поети от Министерския съвет, Министерството на външните работи и изповеданията, Министерството на вътрешните работи и народното здраве, Министерството на народното просвещение и Министерството на народното стопанство.

## Дейност и организация
Дирекцията издава вестник „Нови дни“, провеждащ официалната правителствена линия. Дирекцията поема ръководството на цензурата и проправителствената пропаганда и прави опити за създаване на казионни професионални сдружения (Български работнически съюз и други) и младежка организация и създаване на политическа опора на новата власт. Осъществява контрола върху пресата, кината, радиото, театрите и публичните събрания.
Състои се от Секретариат, Вътрешен и Външен отдел. Главният директор и ръководителите на отделите образуват Постоянен съвет и се назначават от министър-председателя. Дирекцията изгражда свой апарат – щатни областни и околийски дейци и доброволни сътрудници.
Особено активен е вътрешният отдел. Неговото Отделение по контрол на печата има право на предварителна цензура като „спира всичко, което подкопава обществения ред, сигурност и морал“, а отделението по обществено възпитание трябва да проникне във всички обществени среди и да устройва подходящи беседи, събрания, радиосказки, гледане на филми и др. Правата на Обновата са конкретизирани и от Наредбата за печата. Тя предвижда всички нови столични издания да излизат само след предварителното разрешение на Дирекцията на обществената обнова.

### Директори
- Петко Пенчев (юни-септември 1934)
- Полковник Крум Колев (септември-октомври 1934)
- Петър Попзлатев (октомври 1934 – )